# Akademická encyklopedie českých dějin
Akademická encyklopedie českých dějin je vědecký projekt zpracovávaný vědeckým kolektivem Historického ústavu AV ČR.
Encyklopedie shrnuje klíčový aparát pojmů a faktografie z dějin českých zemí (Čech, Moravy a části Slezska) od historických počátků po současnost.
Zahrnuje hesla z oblasti dějin, politiky, kultury, hospodářství, společnosti, mezinárodních vztahů, správy, územního vývoje a každodennosti.
Neobsahuje biografická a topografická hesla.

## Vydavatel
Encyklopedie vychází od roku 2009 v nakladatelství Historický ústav Akademie věd ČR v Praze v ediční řadě Práce Historického ústavu AV ČR. Řada E – Encyklopaedica. Od roku 2020 je postupně zpřístupňována i v elektronické databázi na internetu v Souborném katalogu české a slovenské historiografie.
| Odkazy na literaturu u jednotlivých hesel jsou propojovány s databází Bibliografie dějin Českých zemí. Některé bibliografické záznamy vedou badatele přímo k plným textům (u záznamů označeno grafickým symbolem „knížečky s e“). |

## Kategorie a členění hesel
1. kategorie (rozsah pět a více stran): v záhlaví obsah, členění na kapitoly, popř. podkapitoly, seznam odborné literatury,
2. kategorie (rozsah tři až pět tiskových stran): členění na kapitoly, seznam odborné literatury,
3. kategorie (rozsah max. jedna strana): stručná charakteristika pojmu, neobsahuje seznam odborné literatury.

## Seznam dílů

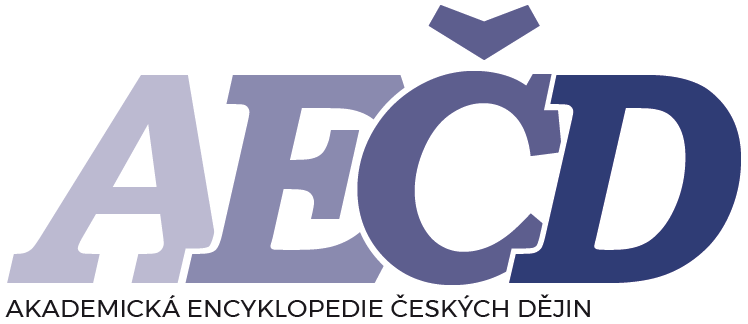
Logo Encyklopedie českých dějin

Dílo by po svém dokončení mělo obsahovat 15 svazků. Do roku 2024 bylo vydáno sedm svazků (A–N), v online verzi je přístupných prvních pět svazků (A–H/1).
Přehled jednotlivých dosud vydaných svazků:
1. PÁNEK, J. (ed.), Akademická encyklopedie českých dějin, sv. 1, A–C. Praha: Historický ústav, 2009, 384 s. (Práce Historického ústavu AV ČR. Řada E – Encyclopaedica). (ISBN 978-80-7286-147-7)
2. PÁNEK, J. (ed.), Akademická encyklopedie českých dějin, sv. 2, Č/1 (čarodějnické procesy – česko-portugalské vztahy). Praha: Historický ústav, 2011, 378 s. (Práce Historického ústavu AV ČR. Řada E – Encyclopaedica; 3). (ISBN 978-80-7286-202-3)
3. PÁNEK, J. (ed.), Akademická encyklopedie českých dějin, sv. 3, Č/2 (česko-pruské vztahy – čtyři pražské artikuly). Praha: Historický ústav, 2012. ISBN 978-80-7286-202-3.
4. PÁNEK, J. (ed.), Akademická encyklopedie českých dějin, sv. 4, D–G. Praha: Historický ústav, 2015, 401 s. (Práce Historického ústavu AV ČR. Řada E – Encyclopaedica; 4). (ISBN 978-80-7286-268-9)
5. PÁNEK, J. (ed.), Akademická encyklopedie českých dějin, sv. 5, H/1 (habáni – historismus). Praha: Historický ústav, 2019, 590 s. (Práce Historického ústavu AV ČR. Řada E – Encyclopaedica; svazek 5) (ISBN 978-80-7286-339-6)
6. PÁNEK, J. (ed.), Akademická encyklopedie českých dějin, sv. 6, H/2 – K/1 (hladomor – kniha). Praha: Historický ústav, 2020, 460 s. (Práce Historického ústavu AV ČR. Řada E – Encyclopaedica; svazek 6) (ISBN 978-80-7286-366-2)
7. PÁNEK, J. (ed.), Akademická encyklopedie českých dějin, sv. 7, K/2 – L. Praha: Historický ústav, 2021, 520 s. (Práce Historického ústavu AV ČR. Řada E – Encyclopaedica; svazek 7) (ISBN 978-80-7286-392-1)
8. PÁNEK, J. (ed.), Akademická encyklopedie českých dějin, sv. 8, M. Praha: Historický ústav, 2022, 408 s. (Práce Historického ústavu AV ČR. Řada E – Encyclopaedica; svazek 8) (ISBN 978-80-7286-420-1)
9. PÁNEK, J. (ed.), Akademická encyklopedie českých dějin, sv. 9, N. Praha: Historický ústav, 2023, 417 s. (Práce Historického ústavu AV ČR. Řada E – Encyclopaedica; svazek 9) (ISBN 978-80-7286-422-5 )